# مسجد حصار
مسجد حصار در خیابان حصار اراک واقع است و بانیان آن، تعداد از مردم محله حصار بوده‌اند. این مسجد که در سال ۱۲۷۰ ساخته شده، در سال ۱۳۷۲ نیز مورد بازسازی قرار گرفت. این مسجد در گذشته دارای منارهای مرتفع بوده که در سال ۱۳۰۹ با قسمت از بنای مسجد، تخریب و به خیابان ملحق می‌شود. نام پیشین این مسجد، برگرفته از نام نخستین امام جماعت آن، مسجد «آخوند ملاشمس‌علی» بوده است.
در زمان مهاجرت مردم روستاهای اطراف قلعه سلطان‌آباد به این شهر جدیدالتاسیس، اهالی روستای دستجرد تصمیم به تخریب مسجد این روستا و انتقال ۳ شاه‌تیر این مسجد به شهر جدید و بنای مسجدی جدید گرفتن که منظور مسجد حصار می‌باشد. در ساخت این مسجد از ستون‌های آجری و طاق ضربی استفاده شده است.